# هجوم شبوة (2014-2016)
هجوم محافظة شبوة يشير إلى حملة تنظيم القاعدة في جزيرة العرب للسيطرة على محافظة شبوة خلال تمردها في الحرب الأهلية اليمنية.

## حوادث حبان
على الرغم من عدم وجود تنظيم القاعدة في جزيرة العرب في مديرية حبان فقد أفادت أحداث العنف الأولى في منتصف مارس 2014 عندما قتل ثلاثة من مقاتلي تنظيم القاعدة في جزيرة العرب أثناء قيامهم بتصوير سيارة على أنها عبوة ناسفة محلية الصنع. ذكرت مصادر قبلية أن الانفجار وقع بالقرب من منزل قائد القاعدة في السبان ياسر المروح. تمكنت قوات الأمن اليمنية من التعرف على المسلحين الثلاثة الذين قتلوا وقالت أنهم اثنين من اليمنيين وواحد من السعوديين. دمر المنزل بشدة بسبب الانفجار ولكنه لم يتأكد إذا كان القائد موجودا عندما حدث. كما أفادوا بأن اثنين من المارة أصيبا جراء الانفجار وتم نقلهما إلى مستشفى عزان بالمنطقة، وقتل شخص آخر من المارة. قالت مصادر في أجهزة الأمن اليمنية لمراكز الأنباء العربية إنهم افترضوا أن القوات المسلحة الباكستانية تم إنشاؤها لاستخدامها في عملية تستهدف الجيش اليمني أو أفراد الأمن. قالوا إن محافظات شبوة وحضرموت وأبين والبيضاء حدثت بها معارك في حرب مفتوحة بين تنظيم القاعدة في جزيرة العرب وقوات الأمن اليمنية التي استمرت لأكثر من عامين وتسببت في مقتل مئات. في أوائل أغسطس 2014 اندلع قتال عنيف في حبان وفي حدود شبوان مع حضرموت حيث قتل 12 جنديا يمنيا و 9 من جنود تنظيم القاعدة في جزيرة العرب. في 1 سبتمبر هاجم تنظيم القاعدة في جزيرة العرب القوات الحكومية في عزان مما أسفر عن مقتل 13 شخصا وإصابة 40 آخرين. لم يقتل مقاتلو تنظيم القاعدة في جزيرة العرب أثناء القتال. في بداية الحرب الأهلية اليمنية في عام 2015 استولى تنظيم القاعدة في جزيرة العرب بالكامل على حبان وطرد الموالين لهادي من المدينة. في 17 أبريل 2015 قتل مقاتلان من تنظيم القاعدة في جزيرة العرب جراء غارة جوية أمريكية على بلدة حبان. 4 مقاتلين في تنظيم القاعدة في جزيرة العرب قتلوا في شبوة بعد غارة جوية بدون طيار أمريكية في 3 مارس 2016. في 6 أكتوبر 2016 قتلت غارة جوية أمريكية 2 من عملاء تنظيم القاعدة في جزيرة العرب.

## الاستيلاء على عزان
في 1 فبراير 2016 استولى تنظيم القاعدة في جزيرة العرب على عزان دون مقاومة من جانب السكان أو الجيش اليمني. ثم بدأ تنظيم القاعدة في جزيرة العرب في تأسيس الشريعة كما فعلت سابقا في بلدة زنجبار وجعار التي استولت عليها. تقول التقارير إن تنظيم القاعدة في جزيرة العرب أعدم بعض المدنيين الذين يزعم أنهم ارتكبوا الزنا. في 30 مارس 2016 اشتبكت غارة أمريكية بدون طيار وقتلت 4 من جنود تنظيم القاعدة في جزيرة العرب التي كانت تقف على حاجز حول ضواحي عزان.

### استعادة الحكومة لعزان
في 25 أبريل 2016 دخل الموالون لهادي وجنود الإمارات إلى عزان بعد انسحاب تنظيم القاعدة في جزيرة العرب من البلدة دون قتال. قبل يوم واحد من انسحاب تنظيم القاعدة في جزيرة العرب هاجمت طائرة أمريكية بدون طيار تنظيم القاعدة في جزيرة العرب في عزان مما أسفر عن مقتل أكثر من 8 مقاتلين.

### استعادة تنظيم القاعدة لعزان
استعاد تنظيم القاعدة في جزيرة العرب عزان اعتبارا من ديسمبر 2016.

## استعادة شبوة
في أبريل 2018، بدأت القوات الحكومية وقوات النخبة المدعومة إماراتيا حملة لطرد مقاتلي القاعدة من محافظة شبوة جنوب اليمن. وبحلول مارس 2019، كانت قد سيطرت على أكثر من 80% من شبوة وفر العديد من مقاتلي القاعدة إلى محافظة البيضاء المجاورة.

## حوادث أخرى
تم الإبلاغ عن غارة جوية أمريكية أدت إلى مقتل أربعة من مقاتلي تنظيم القاعدة في جزيرة العرب في 20 فبراير 2016. في 4 مارس قتلت طائرة بدون طيار أخرى 4 مقاتلين في تنظيم القاعدة في جزيرة العرب. أبلغ عن غارة جوية أمريكية أدت إلى مقتل ثلاثة يشتبه في أنهم من تنظيم القاعدة في جزيرة العرب في منطقة مرخط باهيان في شمال غرب محافظة شبوة في 28 أبريل. في 2 من مارس 2017 قتلت عدة طائرات أمريكية بدون طيار 4 مقاتلين في تنظيم القاعدة في جزيرة العرب في المناطق الريفية في شبوة. بعد يوم واحد قتلت الغارات الجوية الأمريكية حوالي 12 مقاتلا في تنظيم القاعدة في جزيرة العرب وجرحوا مدنيين في قرية وادي يشبوم. استهدفت عشرات الضربات مجمع القائد الأعلى سعد بن عاطف العولقي من شبوة لتنظيم القاعدة في جزيرة العرب. لا يعرف مكان وجود عاطف عبد الله الفضلي ابن أمير حرب تنظيم القاعدة في جزيرة العرب طارق الفضلي الذي قتل جراء الغارات الجوية. في نفس الليلة في نفس القرية أفادت الأنباء بأن الجنود الأمريكيين هبطوا بمروحية وكانوا قد اشتبكوا مع مقاتلي تنظيم القاعدة في جزيرة العرب لمدة 30 دقيقة بعد انسحابهم من المكان بمروحيتهم.